# كاليب كرين
كاليب كرين (بالإنجليزية: Caleb Crain)‏ (1967)؛ صحفي وروائي أمريكي.